# 松村雄基
松村 雄基（まつむら ゆうき、1963年11月7日 - ）は、日本の俳優。東京都文京区出身。身長178cm、体重63kg。オールスターズ・カンパニー代表取締役。本名は松村 憲幸（まつむら のりゆき）。独身。

## 来歴
元々、役者の仕事については「どこか遠くの世界のようだった」と思っていたことからあまり興味はなかったが、中学生時代に同級生の母親から旧知の芸能事務所社長を紹介されたことが縁で芸能界入りした。
中学3年から高校1年の2年間「劇団俳小」のタレント育成コースで演技の基礎を学んだ後、東京都立板橋高校在学中に、テレビドラマ『生徒諸君!』の沖田成利役でデビュー。
1984年放送の『少女が大人になる時 その細き道』で大映テレビドラマの初レギュラー。以後『不良少女とよばれて』『スクール☆ウォーズ』とレギュラー出演が続き、1980年代には大映ドラマの常連男優として活躍した。松村を自分のドラマに起用した大映テレビプロデューサーの春日千春はその起用理由について「目が気に入ったとしか言いようがない」と話している。TBS土曜9時枠の連続ドラマでは『スクール☆ウォーズ』の他、『ポニーテールはふり向かない』、TBS火曜20時台の『不良少女とよばれて』『乳姉妹』、フジテレビ水曜20時台の『花嫁衣裳は誰が着る』が代表作で、大映ドラマの三つ全ての枠に出演していた。
1993年（当時30歳）から舞台出演のオファーが来るようになり、その後に毎年平均4本のペースで出演するようになる。
1981年にCBS・ソニーからレコードデビュー。しばらく歌手活動を休止していたが、2006年に歌手（ライブ）活動を再開。
2013年に26年ぶりのオリジナルアルバムをリリース。2014年、東京と大阪を中心に精力的なライブ活動を続けた。
剣舞家であり、書家でもある。30歳のころ書店で書家の大溪洗耳の著書を手にしたのを機に書道に興味を持ち、五月女玉環に弟子入りして書を始めた。第17回東京書作展（東京新聞社主催）にて内閣総理大臣賞受賞。
2019年、日本でラグビーワールドカップが開催され、過去に高校ラグビー部を舞台にしたドラマ『スクール☆ウォーズ』で人気を博した松村はこの年単独の仕事の他、同作品でラグビー部顧問を演じた山下真司との共演が一時的に増え「W杯特需でした」と喜んだ。
2022年、自身の所属事務所オールスターズ・カンパニーの社長に就任した。

## 人物

### デビューまで
家庭の事情で子供の頃から祖母と2人暮らしだった（後述）。
小学生の頃まではスポーツは苦手だった。
芸能界に入る前の中学生の頃の将来の夢は、「中国語の通訳や外交官になること」だった。中学2年から3年生まで生徒会長を務めていたが、当時の性格は大人しくて人見知りだった。
芸能入りのきっかけをくれた同級生に事務所を紹介してくれた理由を尋ねると、「（生徒会長として喋る松村の姿を見て）あんたは芸能界で生きていけそうな気がした」と言われたとのこと。

### 祖母との生活について
松村は母親代わりの祖母に育てられ、彼の学生時代まで祖母は詩吟の先生をしており、自宅に生徒を集めて教えていた。
松村によると祖母は士族の生まれで「一度決めたらトコトンやる」という人で、礼儀や敬語に関しては厳しく育てられた。
中学生の時に芸能界入りを決めたのは、社長と直々に会って話した祖母の「社長さんが良さそうな人だし、嫌になったら辞めればいい」との助言を受けたことから。毎月の松村の給料も、社長が家に来て祖母に給料袋を手渡ししていた。
しかし松村が俳優デビューした翌年18才の時に祖母が脳梗塞で倒れ、会話は出来るが、後遺症で体の自由が利かない状態となる。それ以来、松村は仕事と並行して叔母・叔父の手も借りながら自宅で介護し、さらに祖母に認知症の症状が現れるも、倒れてから10年間、介護生活を続ける。その後、認知症が進行し家族だけの介護に限界を感じ、特別養護老人ホームに入ることになった祖母は10年間そこで暮らした後、87歳で亡くなっている(享年88歳)。

### その他エピソード
印象に残っている作品として、18才の時に出演したドラマ『ぼくらの時代』を挙げている。松村はいじめを受ける高校生役で、教師に助けられるシーンで台本に無いのに嗚咽するぐらい号泣した。その時の監督から「今の感情を忘れるな」と言われ、役に入りこむことの大切さに気付き、「この体験が無ければ役者を続けてこられなかったかも」と語っている
特に印象に残っている先輩俳優として、ドラマ「雨の慕情」で松村の母役を演じた加賀まりこを挙げている。
お酒を飲むのは、気の置けない人たちとたまに飲む程度。飲むのは嫌いではないが元々はほとんど飲めず、小沢仁志によると「スクール☆ウォーズで共演してた時に雄基を飲みに連れて行ったら、ビール一本で顔が真っ赤になってた」と述べている。
以前は喫煙者だったが、舞台出演を始めた30才頃にタバコをやめた。また、その頃から体力維持のため公演期間中は毎朝4時に起きた後、ジョギング、ストレッチ、筋トレをするようになった。
茶道を嗜んでおり、1999年前後に自分で調べて茶道教室に通い始め、それ以来「この上なくエネルギーがチャージされる」として楽しんでいる。
前述の書道では、芸能界を引退して実家の寿司屋を継いだ『スクール☆ウォーズ』でのラグビー部仲間、宮田恭男の寿司屋看板を書いている。
2016年ごろにソワレというシャンソン歌手に出会ったことがきっかけで松村もシャンソンを歌うようになり、ライブで披露している。

## 出演

### テレビドラマ
- 生徒諸君!（1980年、テレビ朝日） - 沖田成利 ※デビュー作
- ぼくらの時代（1981年、TBS）
- メチャン子・ミッキー（1982年、TBS）
- 誰かが私を愛してる（1983年、TBS） - 西条隆
- 事件記者チャボ! 第3話（1983年、日本テレビ） - 前島
- 雨の慕情（1983年、CBC）
- 少女が大人になる時 その細き道（1984年、TBS） - 一条信也
- 不良少女とよばれて（1984年、TBS） - 西村朝雄
- 昨日、悲別で（1984年、NTV 日本テレビ） - 松井 役
- スクール☆ウォーズ（1984年 - 1985年、TBS） - 大木大助 
  - スクールウォーズ2（1990年 - 1991年） - 大木大助
- 乳姉妹（1985年、TBS） - 田辺路男
- ポニーテールはふり向かない（1985年 - 1986年、TBS） - 田丸晃
- 花嫁衣裳は誰が着る（1986年、フジテレビ） - 上月光
- あいつと私（1986年、フジテレビ） - 三郎
- おんな風林火山 第7話「幼き恋から大人の愛へ」 - 第16話「戦場に散った恋」（1986年 - 1987年、TBS） - 織田信忠
- アリエスの乙女たち（1987年、フジテレビ） - 結城司
- おヒマなら来てよネ!（1987年、フジテレビ） - ヒロシ
- 田原坂（1987年、日本テレビ） - 宮崎八郎
- 熱中時代スペシャル 帰ってきた北野広大（1987年、日本テレビ） - 宮脇亮太
- ザ・スクールコップ（1988年、フジテレビ） - 伊豆竜也刑事
- 女たちの百万石（1988年、日本テレビ） - 前田利常
- 五稜郭（1988年、日本テレビ） - 島田魁
- 野望の国（1989年、日本テレビ） - 八代善太郎
- シリーズ町「二子玉川 轟酒店」（1989年、テレビ朝日）
- 明日に向かって走れ!（1989年、フジテレビ） - 津島海太郎
- トップスチュワーデス物語（1990年、TBS） - 安藤
- 悪魔のささやき まぼろしの夏殺人事件（1991年、フジテレビ） - 細水勉
- ララバイ刑事（1991年、1992年、テレビ朝日） - 本田勉
- 世にも奇妙な物語 「人間国宝」（1992年、フジテレビ） - 藤井謙吾
- 裸の大将 第56話「オホーツクに花が咲いた 北海道編」（1992年、フジテレビ）- 哲
- 土曜ドラマ（NHK）
  - とおせんぼ通り（1992年） - 天間勇作
  - 私が愛したウルトラセブン（1993年） - モロボシ・ダン
- 半七捕物帳（1992年、日本テレビ） - 志村小十郎
- 銭形平次 第3シリーズ 第1話「暗闇の婚礼」（1993年、フジテレビ）
- 小児外科病棟・あしたまたね！（1993年、TBS）
- 愛の劇場（TBS）
  - 赤い迷宮（1993年） - 田所龍一
  - いつの日かその胸に（1994年） - 神谷剛
  - 再婚トランプ（1998年） - 祐司
  - 聞かせてよ愛の言葉を（2005年） - 後藤克也
- 連続テレビ小説
  - ぴあの（1994年、NHK） - 藤芳啓太
- 土曜ワイド劇場 （テレビ朝日）
  - 特急ゆふいんの森殺人事件（1995年） - 鈴木貢一郎
  - 湯けむり受胎旅行連続殺人（1995年 - 1998年） - 桐野卓也
  - 終着駅シリーズ（1996年 - 1998年） - 大上達夫
  - 温泉若おかみの殺人推理（2000年）
  - 変装婦警の事件簿（2000年 - 2002年） - 森憲之 役
- セカンド・チャンス（1995年、TBS） - 山中徹
- ドラマ新銀河（NHK）
  - 魚河岸のプリンセス（1995年） - 西尾純平 役
  - 結婚はいかが?（1996年）
  - 初婚・再婚（1997年） - 安原文人
- お助け信兵衛 人情子守唄（1995年、NTV） - 沖石主殿
- 番茶も出花（1997年、TBS） - 中原太一
- 青い鳥症候群（1999年、テレビ朝日） - 磯村昭久 役
- 火曜サスペンス劇場 （日本テレビ）
  - 正当防衛（1995年10月3日） - 本木辰也
  - 小京都ミステリー25（1999年） - 園山敏夫 役
  - 身辺警護6（2000年） - 野上義孝
- 内田康夫サスペンス「信濃のコロンボ事件ファイルシリーズ」（2001年 - 2009年、テレビ東京） - 岡部和雄
- 暴れん坊将軍XIシリーズ〜春のスペシャル（2001年 - 2004年、テレビ朝日） - 江戸町火消しめ組の頭栄五郎
- おかみさんドスコイ!!（2002年、TBS） - 佐伯満男
- 山本周五郎生誕100年記念番組 初蕾（2003年、TBS） - 森田久馬
- 剣客商売 第5シリーズ 第1話「昨日の敵」（2004年、フジテレビ / 松竹） - 関山百太郎
- 金曜エンタテイメント「実録離婚必勝ドラマ 離婚カウンセラー・轟木祥子」(1)（2004年、フジテレビ系列） - 山崎修造
- 富豪刑事 第9話（2005年、テレビ朝日） - 熊谷雄司
- 水戸黄門 （TBS）
  - 第35部（2005年） - 讃岐国高松藩主 松平頼常
  - 第43部 第4話「助が出会った女幽霊 -真鶴-」（2011年） - 峰新三郎 役
- 警視庁特殊部隊512（2005年、日本テレビ） - 香田俊作
- 新細うで繁盛記（2006年版）（2006年、フジテレビ） - 伊吹清二
- アキハバラ@DEEP SEARCH 9.（2006年、TBS） - 土門（復讐屋）
- 水曜ミステリー9「追いつめる」（2006年、テレビ東京）
- おじいさん先生（2007年、日本テレビ） - 老沼セイジ
- BOYSエステ Episode9-11（2007年、テレビ東京） - 春日井徹
- 西村京太郎サスペンス 鉄道捜査官8（2007年、テレビ朝日） - 井口勲
- 歌姫 第8-10話（2007年、TBS） - 久松
- 刺客請負人 第2シリーズ 第4話SP（2008年、テレビ東京）
- 必殺仕事人2009 第12話（2009年、朝日放送・テレビ朝日） - 長田清兵衛
- ドラマ特別企画 居酒屋もへじ（2011年9月25日、TBS） - ミシン屋
- ドラマ特別企画 金子みすゞ物語〜みんなちがってみんないい〜（2012年7月9日、TBS） - 桐原稲彦
- ドラマスペシャル SP〜警視庁警護課4（2014年5月4日、テレビ朝日） - 神原病院の外科医・柳田信介
- マルホの女〜保険犯罪調査員〜 第4話（2014年、テレビ東京） - 深見貴男
- 西村京太郎トラベルミステリー（テレビ朝日・東映版）
  - 第62作 寝台特急カシオペア&スーパーひたち連続殺人[注 1]（2014年7月12日、テレビ朝日） -  山本功
- 太鼓持ちの達人〜正しい××のほめ方〜 第1話（2015年、テレビ東京） - 篤井仁
- 月曜ゴールデン （TBS）
  - 税務調査官・窓際太郎の事件簿28（2015年） - 姫川祥吾
- 牙狼〈GARO〉-GOLDSTORM- 翔 第11話（2015年、テレビ東京） - モユル
- 松本清張ミステリー時代劇 第10話雨と川の音（2015年8月11日、BSジャパン） - 市助
- 月曜名作劇場 （TBS）
  - 駅弁刑事・神保徳之助11（2017年1月30日） - 水島茂則
- 突然ですがピンチです[注 2]（2019年、テレビ東京） - 松村部長
- 橋田壽賀子ドラマ 渡る世間は鬼ばかり 3時間スペシャル2019（2019年9月16日、TBS） - 末永政義
- 美食探偵 明智五郎（2020年、日本テレビ） - 田坂清彦（外務大臣）
- クロステイル 〜探偵教室〜 第4話 -（2022年4月30日 - 5月28日、東海テレビ・フジテレビ） - 東堂克己 役
- 永遠の昨日（2022年10月21日 - 12月9日、MBS） - 青海敏郎 役[12]
- 何かおかしい2 第10話（2023年6月7日、テレビ東京）  - 京極晴人 役
- 不適切にもほどがある! 第6話（2024年3月1日、TBS） - 松村雄基（本人） 役[13]

### 紀行番組
- にっぽん縦断 こころ旅（2024年12月、NHK BS） - 佐賀県のゲスト旅人として。

### その他のテレビ番組
- 熱血!放射線カリスマ先生（2007年、日テレプラス&サイエンス（現・日テレプラス）） - 方丈原五郎先生
- 密着118日!戦闘機パイロットへの道 ウイングマークにかける男たちの闘い（2008年、テレビ東京） - ナレーション
- 経済ドキュメンタリードラマ ルビコンの決断（2009年 - 2010年、テレビ東京）
  - 青色発光ダイオードを作った男・中村修二 - 中村修二
  - ニッポンの大決断 2009 政権交代 - 前原国交相
  - 龍馬の後継者・岩崎弥太郎〜日本経済の礎を築いた男〜 - 坂本龍馬 役
  - 家電戦争!驚きの高値売り 仰天サービスで量販店に挑んだ電器店

### ラジオ
- どんまいフレンド（1985年6月10日 - 1987年4月3日、ニッポン放送）

「慎吾と雄基」（1985年6月10日 - 11月1日）→「雄基とナオト」（1985年11月4日 - 1987年4月3日） - パーソナリティ

### 映画
- 恋子の毎日（1988年、東映） - 流山三郎
- 悲しきヒットマン（1989年、東映） - 河合周平
- ぼくの選択（2000年） - 野島博志
- 梁山泊 ファミリー（2003年、ラスカル） - 島岡哲次
- フレンズ（2004年） - 蟹江
- ピーナッツ（2006年、コムストック） - 渋谷武志
- マスター・オブ・サンダー 決戦!!封魔龍虎伝（2006年、日活） - 小野篁
- 劇場版 さらば仮面ライダー電王 ファイナル・カウントダウン（2008年、東映） - 死郎／仮面ライダー幽汽 ハイジャックフォーム
- LIAR GAME The final Stage（2010年、東宝） - 五十嵐衛
- 聖域 組長の最も長い一日（2018年5月18日） - 主演・大和組組長代行(若頭) 狩野仁

### オリジナルビデオ
- 虎狼の群れ1・2（2017年、コンセプトフィルム、オールインエンタテインメント）[14] - 大和田組
- CONFLICT 〜最大の抗争〜 第三章・第四章（2018年） - 医師

### 舞台
- 元禄 花の恋侍（1993年、民音全国縦断公演）
- スーパミュージカル 源氏物語（1996年、全国39か所公演）
- 楽劇 リコリス（1997年、リリアホール）
- 手の中の林檎（1998年、大阪 扇町ミュージアムスクエア / 新宿 THEATER TOPS）
- 花の情（1998年、明治座 11月公演）
- ミュージカル 南太平洋（1999年、青山劇場）
- 上を向いて歩こう（1999年、新橋演舞場）
- 妻たちの鹿鳴館（2000年、明治座 2月公演 / 2002年、明治座）
- 宮本武蔵（2000年、全国）
- 青木さん家の奥さん（2000年、三鷹市芸術文化センター / 2008年、関東学院大学ベンネットホール）
- 道頓堀ものがたり（2000年、大阪松竹座 / 新橋演舞場 / 2003年、博多座）
- 空のかあさま（2001年、芸術座）
- 雪国（2003年、名鉄ホール）
- ふるあめりかに袖はぬらさじ（2003年、大阪松竹座 / 新橋演舞場）
- 喜劇お江戸でござる〜日本橋長崎屋オランダ屋敷（2004年、新橋演舞場）
- 虹の橋（2004年、御園座）
- あぢさゐ（2005年、THEATRE1010）
- イブラヒムおじさんとコーランの花たち（2005年、博品館）
- 仲道郁代のゴメン!遊ばせクラシック（2005年、全国）
- ふりだした雪（2006年、THEATRE1010）
- 和宮様御留（2006年、新橋演舞場）
- 江戸みやげ 狐狸狐狸ばなし（2006年、THEATRE1010 / 2008年、三越劇場 / 2010年 全国）
- 女たちの忠臣蔵（2006年、明治座）
- あかね空（2007年、中日劇場）
- 忠臣蔵 いのち燃ゆるとき（2007年、明治座）
- 蝉しぐれ（2007年、大阪松竹座）
- エドの舞踏会（2008年、明治座 2月公演）
- GOD DOCTOR（2008年、新国立劇場） - 本能の枝さん 役
- 大川わたり（2008年、明治座 / 2009年、中日劇場）
- 華々しき一族（2008年、ル テアトル銀座ほか全国、2010年 天王洲 銀河劇場ほか全国） - 須貝三郎 役
- キャスト3人による劇的朗読劇 苦情の手紙（2009年 博品館劇場）
- 川中美幸公演（御園座）
  - 川中美幸特別公演・お登勢〜龍馬が慕う蛍火の女（2009年） - 坂本龍馬 役
  - 川中美幸主演・たか女爛漫（2011年） - 長野主膳 役
- おんなの家（2009年、新橋演舞場）
- 香華（2010年、三越劇場ほか全国） - 江崎文武 役 → 桑田八郎 役
  - 共演者の佐藤B作が体調不良で途中降板したため、公演途中より代役を務めた[15]。
- 女の人さし指（2011年、三越劇場） - 折口 役
- 女たちの忠臣蔵（2012年、明治座）
- MACBETH（2012年、ラフォーレミュージアム原宿）
- 早乙女太一公演・神州天馬侠（2013年、明治座・中日劇場）
- 40カラット（2013年、東京芸術劇場プレイハウス・大阪松竹座）
- 歳末明治座 る・フェア 年末だよ！みんな集合！！（2013年12月21日 - 24日、明治座） - 金売吉次 役
- ゆく年く・る年冬の陣 師走明治座時代劇祭（2017年12月、明治座 / 2018年1月、梅田芸術劇場） - 上杉景勝 役
- 笑う門には福来たる〜女興行師　吉本せい〜 （2019年5月3日 - 26日、大阪松竹座 / 7月3日 - 27日、新橋演舞場）
- 舞台『刀剣乱舞』天伝 蒼空の兵 -大坂冬の陣-（2020年1月 - 3月、IHIステージアラウンド東京）- 徳川家康 役
- ミュージカル『ロミオ＆ジュリエット』（2021年5月21日 - 6月13日、赤坂ACTシアター / 7月3日 - 11日、梅田芸術劇場メインホール / 7月17日・18日、愛知県芸術劇場大ホール）
- ムーラン・ルージュ！ザ・ミュージカル（2023年夏、帝国劇場）- ハロルド・ジドラー 役[16]
  - ムーラン・ルージュ！ザ・ミュージカル（2024年6月20日 - 8月7日、帝国劇場 / 9月14日 - 28日、梅田芸術劇場メインホール）[17]
- リア王2024（2024年8月29日 - 9月2日、三越劇場）[18]
- ミュージカル『フランケンシュタイン』（2025年4月10日 - 30日、東京建物 Brillia HALL / 5月5日・6日、愛知県芸術劇場 大ホール / 5月10日・11日、水戸市民会館 グロービスホール / 5月17日 - 21日、神戸国際会館 こくさいホール） - ステファン / フェルナンド 役[19][20]
- 『祖国への挽歌』〜日系人マフィア モンタナ・ジョーの伝説!!〜（2025年8月26日 - 31日〈予定〉、三越劇場）[21]
- わが歌ブギウギ-笠置シヅ子物語-（2026年1月2日 - 20日〈予定〉、三越劇場 / 1月24日 - 2月1日〈予定〉、南座） - 服部良一 役[22]

## 音楽作品

### シングル
| #           | 発売日        | タイトル               | c/w                      | 規格        | 規格品番    |             |
| CBS・ソニー | CBS・ソニー   | CBS・ソニー            | CBS・ソニー              | CBS・ソニー | CBS・ソニー | CBS・ソニー |
| ----------- | ------------- | ---------------------- | ------------------------ | ----------- | ----------- | ----------- |
| 1st         | 1981年6月1日  | セクシーNo.1           | レイニー                 | EP          | 07SH-1001   |             |
| 2nd         | 1981年10月    | ロンリー・デイ         | 踊れ!恋人                | EP          | 07SH-1074   |             |
| 3rd         | 1982年2月     | 横を向くな、ためらうな | 誘惑星                   | EP          | 07SH-1125   |             |
| 4th         | 1985年4月22日 | 夏のナイフ             | 帰りな                   | EP          | 07SH-1645   |             |
| 5th         | 1985年9月21日 | Only You               | さまよう世代 (Stray Age) | EP          | 07SH-1691   |             |
| 6th         | 1986年3月21日 | 気になるHEY GIRL       | 我武者羅                 | EP          | 07SH-1746   |             |
| 7th         | 1986年9月21日 | Night Game             | 君との日々               | EP          | 07SH-1818   |             |
| 8th         | 1987年7月22日 | Dance & Dance          | Tokyo Night              | EP          | 07SH-1960   |             |

### アルバム

#### オリジナル・アルバム
| #                      | 発売日        | タイトル    | 規格        | 規格品番    |             |
| CBS・ソニー            | CBS・ソニー   | CBS・ソニー | CBS・ソニー | CBS・ソニー | CBS・ソニー |
| ---------------------- | ------------- | ----------- | ----------- | ----------- | ----------- |
| 1st                    | 1985年7月1日  | Turn Loose  | LP          | 28AH-1890   |             |
| 1st                    | 1985年7月1日  | Turn Loose  | CD          | 32DH-258    |             |
| 2nd                    | 1985年11月1日 | STRAY AGE   | LP          | 28AH-1937   |             |
| 3rd                    | 1986年3月21日 | SUCCESS     | LP          | 28AH-1890   |             |
| 3rd                    | 1986年3月21日 | SUCCESS     | CD          | 32DH-356    |             |
| 4th                    | 1987年7月22日 | Champ       | LP          | 28AH-2207   |             |
| 4th                    | 1987年7月22日 | Champ       | CD          | 32DH-699    |             |
| オールスターズ音楽出版 |               |             |             |             |             |
| 5th                    | 2013年11月6日 | 武雄傳      | CD          | DQC-1170    |             |

#### ベスト・アルバム
| #                                     | 発売日        | タイトル                       | 規格        | 規格品番    |             |
| CBS・ソニー                           | CBS・ソニー   | CBS・ソニー                    | CBS・ソニー | CBS・ソニー | CBS・ソニー |
| ------------------------------------- | ------------- | ------------------------------ | ----------- | ----------- | ----------- |
| 1st                                   | 1988年7月1日  | BEST OF YUKI MATSUMURA         | 8cmCD       | 15EH-8010   |             |
| Sony Music Entertainment (Japan) Inc. |               |                                |             |             |             |
| 2nd                                   | 1999年9月22日 | GOLDEN J-POP/THE BEST 松村雄基 | CD          | SRCL-4631   |             |
| Sony Music Direct / GT music          |               |                                |             |             |             |
| 3rd                                   | 2008年1月23日 | GOLDEN☆BEST 松村雄基           | CD          | MHCL-1277   |             |

### 映像作品
| #           | 発売日        | タイトル                         | 規格        | 規格品番    |             |
| CBS・ソニー | CBS・ソニー   | CBS・ソニー                      | CBS・ソニー | CBS・ソニー | CBS・ソニー |
| ----------- | ------------- | -------------------------------- | ----------- | ----------- | ----------- |
| 1st         | 1986年7月21日 | SUCCESS 松村雄基ファーストライブ | VHS         | 78ZH-111    |             |
| 1st         | 1986年7月21日 | SUCCESS 松村雄基ファーストライブ | LD          | 68LH-111    |             |

### DVD
- 松村雄基 Christmas Dinner Show（2006〜2010）
- 松村雄基 Christmas Dinner Live（2011〜2013）

## 題字
- 剱伎衆かむゐプロデュース公演『しおん』（2001年）
- 新細うで繁盛記（2007年、フジテレビ・東宝）
- 大宮エリー「生きるコント」刊行記念サイン会（2008年）
- 川中美幸『郡上夢うた』（2009年、テイチクエンタテインメント）